# Bunoselenodontia
Bunoselenodontia är en utdöd underordning bland de partåiga hovdjuren.
Bunoselenodontia hade en kroppsform som liknade svinens. Nosen var hos de flesta arter starkt förlängd. Kindtändernas kronomr bar dels halvmånformoga, dels enkla koniska knölar. Djurgruppen uppträdde redan under mellersta eocen men nådde sin högsta blomstring i oligocen i Europa och Asien. De torde ha spelat en mycket framträdande roll i dåtidens träskfauna. En del arter är ledfossil. Bunoselenodontia indelas i två familjer, Anoplotheriidae och Anthracotheriidae.